# El Pla (Alt Empordà)
El Pla – miejscowość w Hiszpanii, w Katalonii, w prowincji Girona, w comarce Alt Empordà, w gminie Cabanes.
Według danych INE z 2005 roku miejscowość zamieszkiwało 16 osób.